# فری اس‌ای
فری اس‌ای (انگلیسی: Free SA) شرکت مخابرات فرانسوی است، که در سال ۱۹۹۹ توسط خاویر نایل تأسیس شد.